# 汽车城 (游戏)
《汽車城》（簡稱MCO），是藝電推出的大型多人在线游戏和竞速游戏，于2001年10月29日开始在美国推出。游戏的重心是购买从20世纪30年代到70年代的经典汽车（主要是美国肌肉车），改装它们，并与其他玩家竞赛。游戏2003年8月29日终止运营，因此EA Games可以专注于他们当时的在线游戏《模拟人生在线》。然而，EA开发了一款新的名为《极品飞车：世界》的在线赛车游戏。许多《汽车城Online》的粉丝认为《极品飞车：世界》是《汽车城Online》的精神继承者，尽管EA否认这两款游戏有任何直接联系。
艺电最初构思该游戏作为《极品飞车》系列的一部分，名为《极品飞车：汽车城》，所有可能为游戏开发的单人元素都被放弃了，转而使用在线模式。游戏具有一些角色扮演电子游戏元素，如完成任务后升级（例如赢得比赛），以及供玩家参与的功能性、供求经济。

## 奖项
- E3 2000 Game Critics Awards: 最佳竞速游戏

## 评价
- GameSpot给予7.6分（满分10分）。[4]
- IGN给予7.9分（满分10分）。[5]